# Gmina Marijanci
Gmina Marijanci (chorw. Općina Marijanci) – gmina w Chorwacji, w żupanii osijecko-barańskiej.

## Miejscowości i liczba mieszkańców (2011)
- Bočkinci - 173
- Brezovica - 53
- Čamagajevci - 214
- Črnkovci - 810
- Kunišinci - 315
- Marijanci - 838
- Marjanski Ivanovci - 2